# José Augusto Vinhaes
José Augusto Vinhais (São Luís, 7 de janeiro de 1858 – Rio de Janeiro, 29 de dezembro de 1941) foi um militar, jornalista, líder operário e político brasileiro.

## Biografia
Filho do comerciante português Manuel Vinhais e de Guilhermina Augusta Mendes Vinhais. Aos dez anos de idade foi enviado pelo pai para Lisboa, onde se matriculou na Escola Acadêmica, considerada uma das melhores da cidade. Após ter concluído o curso primário, seguiu para Liverpool, na Inglaterra, onde permaneceu por dois anos, e de lá foi para Londres e Paris, onde concluiu seus estudos.

## Carreira militar
Entrou para a Escola da Marinha em dezembro de 1875. Depois de tornar-se Guarda-Marinha, em 1878, prosseguiu na carreira até o posto de 1º tenente, desligando-se em 1890 por motivo de saúde. Retornou à corporação em 1902, como oficial honorário, para integrar a redação da Revista Marítima Brasileira (RMB). Em 1933 foi promovido a capitão de mar e guerra honorário, assumindo a diretoria da Biblioteca da Marinha. Retirou-se definitivamente da corporação no ano seguinte. 

## Carreira na imprensa
Como jornalista colaborou em O Globo, de Quintino Bocaiúva. Em 1884 passou para O Paiz, envolvendo-se com a campanha abolicionista e republicana sob a batuta de Bocaiúva, que também viera para o novo jornal. Permaneceu em O Paiz até meados de 1890, quando se envolveu com os primeiros movimentos operários da República. Mais tarde, enquanto redator da RMB, colaborou em diversos jornais do Rio de Janeiro, principalmente no Correio da Manhã e Jornal do Brasil.

## Atuação política
Na proclamação da República foi nomeado por Deodoro da Fonseca para ocupar os Telégrafos.
Como líder operário criou, em 1890, o Centro do Partido Operário e fundou o Banco dos Operários.  Foi eleito deputado pelo então Distrito Federal participando da redação da constituição brasileira de 1891. Durante o seu mandato teve participação importante no movimento que levou à renúncia de Deodoro em novembro desse ano. Em 1893 aliou-se ao Almirante Custódio de Melo na Revolta da Armada contra Floriano Peixoto. Voltou do exílio na Argentina em 1895. Em 1900 foi acusado de liderar uma conspiração para derrubar o presidente Campos Sales, mas foi absolvido pela justiça juntamente com os outros envolvidos.

## Família
Foi casado, primeiro com Elisa Ferreira Vinhaes, de quem enviuvou cedo, tendo dito deste matrimónio dois filhos: Guilhermina Augusta Vinhaes e José Vinhaes; mais tarde voltou a casar,  por mais de cinquenta anos com a atriz russo-francesa Blanche Grau (Blanche Henriete Pfahler: 1863-1951) com quem teve vários filhos.

## Obras e publicações
- Desvios normais da bússola (1904);
- Oceanografia (1905);
- Zona costeira (1908);
- Aspecto litorâneo (1911);
- O descobrimento do Brasil (1919);
- Principais portos do mundo (1919);
- Correntes oceânicas (1922);
- Correntes aéreas (1922);
- Hidrografia e evolução marítima (1925);
- Ensaio sobre a cartografia no século XVI (1930);
- A causa das marés (1931);
- Guerreiros e navegadores franceses (1932).